# Qinhuangdao
Qinhuangdao (en xinès simplificat: 秦皇岛, xinès tradicional: 秦皇島, pinyin: Qínhuángdǎo, Wade-Giles: Ch'in Huang Tao, transcripció antiga: Chinwangtao) és una ciutat a nivell de prefectura de la província de Hebei, a la Xina. Es troba a uns 300 km l'est de Pequín, al mar de Bohai, el golf de la Mar Groga.
Des de l'augment de Tianjin a escala de municipi, Qinhuangdao és el principal port de la província de Hebei. L'emperador de Qin, Qin Shihuang, va dir que va buscar la immortalitat en una illa del districte d'Haigang, però no la va trobar.
Qinhuangdao té principalment tres zones desenvolupades:
- Beidaihe: un balneari situat a la costa. Moltes de les decisions polítiques que afecten a la Xina s'han realitzat allà, sent l'equivalent a Maine o Camp David a Maryland, els Estats Units.
- Districte d'Haigang: una ciutat portuària. Llar de la Universitat de Yan Shan, la universitat més important de la província del Nord-oest de Hebei.
- Shanhaiguan: una popular destinació turística, sent característic l'extrem aquest de la Gran Muralla Xinesa.

Al començament de la guerra civil xinesa, les forces de l'Exèrcit Nacional Revolucionari de Du Yuming van aterrar a la ciutat al començament de l'ofensiva del govern nacionalista contra el Partit Comunista Xinès a la Manxúria ocupada pels soviètics. No van poder desembarcar més al nord perquè altres ports estaven ocupats per la Unió Soviètica o ja estaven guarnits per les forces militars que es convertirien en l'Exèrcit Popular d'Alliberament.
L'Estadi Olímpic de Qinhuangdao va ser usat com a seu de les Competicions Olímpiques (preliminars de futbol) durant els Jocs Olímpics de Pequín 2008.

## Divisions administratives
- Districte d'Haigang (海港区)
- Districte de Shanhaiguan (山海关区)
- Districte de Beidaihe (北戴河区)
- Comtat de Changli (昌黎县)
- Comtat de Funing (抚宁县)
- Comtat de Lulong (卢龙县)
- Comtat autonòmic de Qinglong Manchu (青龙满族自治县)

## Ciutats agermanades
Qinhuangdao està agermanada amb:
- Gangdong, Corea del Sud
- Lugo, Espanya
- Miyazu, Japó
- Pesaro, Itàlia
- Seosan, Corea del Sud
- Toledo, els Estats Units
- Tomakomai, Japó
- Toyama, Japó